# Epitheton
Een epitheton (Via het Latijn epitheton uit het Oudgrieks ἐπίθετον, het erbij geplaatste, het toegevoegde, meervoud epitheta) is een lovend attribuut, een erenaam. Een enkele keer kan het gaan om een negatieve eigenschap. In de Griekse taalkunde werd het gebruikt om een bijvoeglijk naamwoord aan te duiden.

## Taalkundig
De Griekse dichter Homerus gebruikte vaak een epitheton zonder betekenis voor het verhaal, een epitheton ornans (epitheton ter versiering). Bekende voorbeelden zijn
- de snelvoetige Achilles
- de uilogige Athene
- de stralende Odysseus

Typerend is dat Achilles het epitheton stralend kan toepassen op de Trojaan Hektor, ook al is het zijn vijand die hij net gedood heeft. Een dergelijk gebruik van epitheta ornantia komt voort uit de orale traditie, waarin de dichter-zanger een arsenaal van woorden en formules moest hebben om tijdens de voordracht uit zijn hoofd volledige versregels te componeren.
Tegenwoordig wordt het gebruikt voor een omschrijvende zinsnede of woord. Het epitheton geeft verschillende nuances weer bij levende of fictieve mensen, wezens, godheden, objecten en daarnaast in de biologische nomenclatuur. Het kan ook een smalende betekenis hebben met de bedoeling om te beledigen en wordt als zodanig wel in de politieke journalistiek gebruikt. Een epitheton is veelal een metafoor in compacte vorm, die als bijvoeglijke zinsnede wordt gebruikt. Het wordt bij de naam van een beroemd persoon gevoegd als een soort ophemelende koosnaam. Beroemde historische figuren hebben vaak dergelijke epitheta, zoals
- de Leeuw van Vlaanderen voor Graaf Robrecht van Bethune
- de Stedendwinger voor Frederik Hendrik van Oranje

Bij bekende godheden en religieuze figuren horen meestal hele lijsten epitheta, die dan eventueel ook als litanieën worden gereciteerd.
Niet elk adjectief is een epitheton, aangezien dit laatste ook zelfstandig kan gebruikt worden, zonder vermelding van de figuur op wie het betrekking heeft. De ingewijden weten dan wel wie er bedoeld wordt. Het epitheton wordt in de spreektaal dan ook wel in plaats van de eigennaam gebruikt.

## Biologische nomenclatuur
In de botanische en zoologische nomenclatuur wordt het tweede deel van een wetenschappelijke naam, de soortaanduiding, het epitheton genoemd (meervoud epitheta).